# VriendenLoterij Miljonairs
VriendenLoterij Miljonairs (eerder (Lotto) Weekend Miljonairs en BankGiro Miljonairs) is een Nederlands spelprogramma, dat op 6 februari 1999 voor het eerst wordt uitgezonden. Het programma is gebaseerd op het Engelse Who Wants to Be a Millionaire?, dat wereldwijd in tientallen landen is overgenomen.

## Geschiedenis
Het programma is van 1999 tot en met begin 2006 te zien op SBS6 met presentator Robert ten Brink. De eerste afleveringen van de Duitse (Wer wird Millionär) en Oostenrijkse (Die Millionenshow) versie worden uit kostenoverwegingen ook opgenomen in de studio in Nederland.
Maart 2006 verhuist het programma per direct naar RTL 4. Ten Brink zou het programma kwijtraken, maar hij besluit al snel zijn contract bij SBS te beëindigen en te tekenen bij RTL. Medio 2008 verdwijnt het programma van de buis, omdat de Lotto stopt met de sponsoring en RTL geen andere sponsor kan vinden.
In 2011 keert het programma terug op SBS6 met een andere opzet (clock format, zoals het van 2008 t/m 2010 in de Amerikaanse versie wordt gespeeld). De Lotto is wederom de sponsor en Jeroen van der Boom wordt de presentator. Ten Brink is niet blij dat hij gepasseerd wordt. Het eerste seizoen loopt van 12 maart t/m 2 juli 2011 en het tweede seizoen van 20 augustus t/m 15 oktober 2011.
Hierna is het programma jaren niet te zien. In 2015 wordt wel een soortgelijk programma uitgezonden, Bankgiro Loterij The Big Picture. In dit programma dat eveneens wordt gepresenteerd door Robert ten Brink zijn alle vragen voorzien van foto's en de hulplijnen zijn vervangen door drie mogelijkheden om een goed antwoord te kopen, waarbij de aanspraak op de te winnen geldpot vermindert met 25%.
Op 5 februari 2019 wordt bekend dat het programma, nu in samenwerking met de BankGiro Loterij, nieuw leven wordt ingeblazen op RTL 4 onder de naam BankGiro Miljonairs. Robert ten Brink keert terug als presentator en het spel wordt weer op de originele manier gespeeld. De eerste uitzending is op 25 mei 2019. Per 16 augustus 2021 wordt de BankGiro Loterij samengevoegd met de VriendenLoterij en daardoor heet de quiz sinds 28 augustus 2021 VriendenLoterij Miljonairs. Meestal worden er jaarlijks twee seizoenen uitgezonden, één in het voorjaar (februari, maart en april) en één in het najaar (september, oktober, november en/of december). In 2023 zijn er geen nieuwe afleveringen uitgezonden. In het najaar van 2024 keert het programma echter weer terug. De afleveringen worden vaak herhaald in de zomer.

## Seizoenen
| Seizoen | Afl. | Periode                         |
| ------- | ---- | ------------------------------- |
| 1       | 19   | 6 februari - 12 juni 1999       |
| 2       | 40   | 4 september 1999 - 3 juni 2000  |
| 3       | 45   | 3 september 2000 - 2 juni 2001  |
| 4       | 44   | 1 september 2001 - 25 mei 2002  |
| 5       | 39   | 7 september 2002 - 31 mei 2003  |
| 6       | 39   | 6 september 2003 - 5 juni 2004  |
| 7       | 41   | 4 september 2004 - 28 mei 2005  |
| 8       | 43   | 3 september 2005 - 3 juni 2006  |
| 9       | 43   | 2 september 2006 - 23 juni 2007 |
| 10      | 39   | 1 september 2007 - 24 mei 2008  |
| 11      | 32   | 12 maart - 15 oktober 2011      |
| 12      | 7    | 25 mei - 6 juli 2019            |
| 13      | 9    | 2 november - 28 december 2019   |
| 14      | 7    | 22 februari - 4 april 2020      |
| 15      | 7    | 29 augustus - 10 oktober 2020   |
| 16      | 9    | 9 januari - 6 maart 2021        |
| 17      | 8    | 28 augustus - 16 oktober 2021   |
| 18      | 8    | 12 februari - 2 april 2022      |
| 19      | 8    | 8 oktober - 26 november 2022    |
| 20      | 10   | 2 maart - 4 mei 2024            |
| 21      | 8    | 31 augustus - 19 oktober 2024   |
| 22      | 9    | 11 januari - 15 maart 2025      |

## Opzet

### Potentiële kandidaten
Van 1999 t/m 2003 zijn er tien potentiële kandidaten die door middel van een vliegensvlugge vraag op de hot seat kunnen belanden.
In 2004 wordt dit door de sponsor Lotto iets gewijzigd; aan het begin van de uitzending zitten 45 mensen in het publiek, symbolisch voor de 45 lottogetallen. Bij ieder staat een lamp. De computer kiest zes potentiële kandidaten uit, die symbolisch staan voor de zes winnende lottogetallen. Als het lampje gaat branden, dan mag men plaatsnemen op een van de krukken voor de vliegensvlugge vraag. De mensen die de uitzending niet halen krijgen Lotto-loten mee.
In 2011 zitten er honderd kandidaten in een vak van wie de computer er willekeurig eentje selecteerde. 
Vanaf 2019 zijn er acht (van 2020 t/m voorjaar 2022 slechts vier vanwege de coronacrisis) mensen die de vliegensvlugge vraag kunnen beantwoorden. Wanneer een kandidaat het spel verlaat, dan wordt de lege kruk voor de vliegensvlugge vraag opgevuld door een nieuwe potentiële kandidaat. De selectie van deze potentiële kandidaten wordt vanaf dan niet meer gedaan door de Lotto, maar door het programma zelf met behulp van selectievragen voorafgaand aan de opnames.

### Vliegensvlugge vraag
Bij elke nieuwe ronde krijgen de potentiële kandidaten een meerkeuzevraag waarbij ze met behulp van een stemkastje vier antwoorden in de juiste volgorde moeten zetten, bijvoorbeeld het chronologisch ordenen van enkele gebeurtenissen. Degene die dit het snelst doet mag plaatsnemen in de stoel tegenover de presentator voor de echte quiz. Heeft echter niemand het goede antwoord gegeven, dan wordt een nieuwe vraag gesteld, net zolang tot iemand een goed antwoord heeft gegeven. In 2011 was er geen vliegensvlugge vraag.

### De ladder / Geldboom
De ladder bestaat uit 15 meerkeuzevragen met vier antwoorden per vraag. In 2011 heette dit de Geldboom en waren er 12 vragen. Elk goed antwoord levert de kandidaat een hoger geldbedrag op. De moeilijkheidsgraad van de vragen stijgt naarmate het te winnen bedrag hoger wordt.
Nadat alle vragen goed zijn beantwoord wint de kandidaat de hoofdprijs en deze is slechts tweemaal gewonnen. In de uitzending van 6 januari 2001 won Hans Peters uit Deventer 1 miljoen gulden door het goed beantwoorden van de vraag: "Wie ontwierp zowel de huidige Nederlandse munten, alsook de zijde van de Nederlandse euromunten?", met de keuzes: A: Luc Luycx, B: Bruno Ninaber van Eyben, C: Jaap Drupsteen, D: R.D.E. Oxenaar. Het goede antwoord was B. De tweede kandidaat die miljonair werd was Henny uit Lelystad op 29 augustus 2020. Zij won 1 miljoen euro. De vraag waarmee zij miljonair werd was "Welke letter komt voor in alle namen van de leden van het Koninklijk Huis?" met de keuzes A: X, B: M, C: I en D: L. Het goede antwoord was C: I. 
| 1999-2001 | 2002-2008 | 2011 | 2019- |
| --- | --- | --- | --- |
| 1. ƒ50 2. ƒ100 3. ƒ250 4. ƒ500 5. ƒ1000 6. ƒ2000 7. ƒ4000 8. ƒ8000 9. ƒ16.000 10. ƒ32.000 11. ƒ64.000 12. ƒ125.000 13. ƒ250.000 14. ƒ500.000 15. ƒ1.000.000 | 1. € 25 2. € 50 3. € 125 4. € 250 5. € 500 6. € 1.000 7. € 2.000 8. € 4.000 9. € 8.000 10. € 16.000 11. € 32.000 12. € 64.000 13. € 125.000 14. € 250.000 15. € 1.000.000 | 1. € 500 2. € 1.000 3. € 2.000 4. € 4.000 5. € 8.000 6. € 16.000 7. € 25.000 8. € 50.000 9. € 100.000 10. € 250.000 11. € 500.000 12. € 1.000.000 | 1. € 50 2. € 100 3. € 150 4. € 250 5. € 500 6. € 1.000 7. € 2.000 8. € 4.000 9. € 8.000 10. € 16.000 11. € 32.000 12. € 64.000 13. € 125.000 14. € 250.000 15. € 1.000.000 |

### Bedenktijd
In de originele opzet is er bij alle vragen onbeperkte bedenktijd; hoewel Robert ten Brink er wel op aanstuurt dat het niet te lang duurt. In de seizoenen die Jeroen van der Boom presenteerde had de kandidaat bij vraag 1 en 2 15 seconden bedenktijd, bij vraag 3 t/m 7 30 seconden en de laatste vijf vragen waren met onbeperkte bedenktijd.

### Drempels
De bedragen horend bij de vijfde en tiende vraag (in 2011 de tweede en zevende vraag) zijn drempels. Als een kandidaat deze vragen goed heeft beantwoord, krijgt deze het bedrag altijd mee naar huis ongeacht het verdere verloop van de quiz. Een kandidaat kan te allen tijde stoppen als deze het antwoord niet weet en niet verder durft te gokken. Dit is handig als een kandidaat geen hulplijnen meer heeft, het antwoord op een vraag echt niet weet en daardoor een risicovolle gok zou moeten wagen. Stoppen betekent dat de kandidaat het laatst bereikte bedrag mee naar huis krijgt. Nadat de kandidaat heeft besloten om te stoppen, wordt tevens het goede antwoord gegeven op de vraag waarbij deze is gestopt. Zo weet de kandidaat of hij/zij een goede beslissing heeft genomen door te stoppen. Het fout beantwoorden van een vraag betekent dat de kandidaat terugvalt naar de laatst gepasseerde drempel en alleen dat bedrag mee naar huis krijgt. Een fout in de eerste vijf vragen betekent dat de kandidaat met lege handen naar huis gaat.
Op 20 december 2003 beantwoordde Menno de Ruijter de 1 miljoen vraag fout, waardoor deze terugviel naar €16.000.
Regelmatig winnen kandidaten slechts 500 euro, vanwege het fout beantwoorden van een vraag tussen de eerste en tweede drempel. Een aantal kandidaten ging met niets naar huis: op 1 oktober 2005 (vraag 5), 7 oktober 2006 (vraag 4), 17 maart 2007 (vraag 4), april 2011 (vraag 2), 12 februari 2022 (vraag 2), 29 oktober 2022 (vraag 5) en 9 maart 2024 (vraag 5).

### Hulplijnen
De kandidaat heeft de beschikking over een aantal hulplijnen.
De oorspronkelijke hulplijnen waren:
- het publiek (mag helpen door middel van stemkastjes)
- fifty-fifty (computer streept twee foute antwoorden weg)
- een vriend bellen (van 1999 t/m 2008 30 seconden gespreksduur en van 2019 t/m 2022 25 seconden gespreksduur)

In de twee seizoenen die Jeroen van der Boom in 2011 presenteerde was er een extra hulplijn, die pas kon worden ingezet vanaf vraag 8.
- de wisselvraag (de vraag wordt vervangen door een nieuwe vraag met dezelfde waarde)

In het najaar van 2022 werden twee nieuwe hulplijnen geïntroduceerd, vanaf dan zijn de hulplijnen:
- het publiek (mag helpen door middel van stemkastjes)
- de switch (de vraag wordt vervangen door een nieuwe vraag met dezelfde waarde) - deze optie was in 2011 een vierde hulplijn en heette toen wisselvraag
- tweede kans (hiermee kan de kandidaat twee keer een antwoord geven op dezelfde vraag. Als het eerste antwoord fout is, dan mag men ook besluiten om te stoppen)

In 2001 kiest kandidaat Edwins Vlems voor de 50:50 hulplijn op de vraag: "Waar betaalt men niet met kronen?" met de keuzes: A: Denemarken, B: Zwitserland, C: Zweden, D: Tsjechië. Hierbij bleven antwoord B en D over. Edwin kiest ervoor om hierna de vraag het publiek hulplijn te gebruiken. 5% van het publiek kiest voor antwoord C, terwijl dit antwoord door de eerdere 50:50 al weggestreept is.
De hulplijn Een vriend bellen leverde vaak hilarische situaties op als de verbinding al werd verbroken voordat men antwoord kon geven.

## Superzaterdag
In januari 2005 wordt Superzaterdag geïntroduceerd. Elke laatste zaterdag van de maand is er een extra trekking waarin goederen in plaats van geld kon worden gewonnen. Dit gebeurt ook tijdens de speciale Lotto Weekend Miljonairs Sport eind 2005 waarin de quiz dagelijks te zien is. Eind mei 2006 wordt gestopt met deze vorm van Superzaterdag.
Van september 2006 t/m april 2008 spelen elke Superzaterdag bekende Nederlanders mee die voor een goed doel zo veel mogelijk geld probeerden te verdienen. Ook zijn er dan twee Lottotrekkingen in plaats van een.
Op Superzaterdag in mei 2007 wordt een speciale editie gemaakt met kinderen. De winnaars zijn Maudy (€32.000) en Nino (€16.000).
De BN'ers die deelnemen en hun gewonnen prijzen zijn:
| Datum          | BN'er(s)                                                                    | Bedrag    | BN'er(s)                             | Bedrag    |
| -------------- | --------------------------------------------------------------------------- | --------- | ------------------------------------ | --------- |
| September 2006 | Jörgen Raymann                                                              | € 64.000  | Koert-Jan de Bruijn & Sabine Koning  | € 16.000  |
| Oktober 2006   | Froukje de Both & John Williams                                             | € 16.000  | Jochem van Gelder                    | € 16.000  |
| November 2006  | Ali B                                                                       | € 8.000   | Bram van der Vlugt (als Sinterklaas) | € 32.000  |
| December 2006  | Guillermo & Tropical Danny                                                  | € 8.000   | Arjan en Erik Snippe                 | € 64.000  |
| Januari 2007   | Daphne Bunskoek, Albert Verlinde & Peter van der Vorst namens RTL Boulevard | € 125.000 |                                      |           |
| Februari 2007  | Lange Frans & Baas B                                                        | € 32.000  | Ivo Niehe                            | € 32.000  |
| Maart 2007     | Jochem Uytdehaage & Ab Krook                                                | € 64.000  | Esther Vergeer                       | € 32.000  |
| April 2007     | Patty Brard                                                                 | € 16.000  | Gijs Staverman & Wouter van der Goes | € 64.000  |
| Augustus 2007  | Jack Spijkerman                                                             | € 16.000  | Wilfred Genee                        | € 32.000  |
| September 2007 | Marjan Berk                                                                 | € 125.000 | Monique Otten (Lottowinnares)        | € 32.000  |
| Oktober 2007   | René Froger                                                                 | € 32.000  | Gordon                               | € 64.000  |
| November 2007  | Minke Booij                                                                 | € 32.000  | Edith Bosch                          | € 16.000  |
| December 2007  | Elco van der Geest                                                          | € 16.000  | Rens Blom                            | € 16.000  |
| Januari 2008   | Anton Geesink                                                               | € 32.000  | Gregory Sedoc                        | € 125.000 |
| Februari 2008  | Bas van de Goor                                                             | € 64.000  | Jacco Eltingh                        | € 16.000  |
| Maart 2008     | Nelli Cooman                                                                | € 32.000  | Renate Groenewold                    | € 16.000  |
| April 2008     | Yuri van Gelder                                                             | € 16.000  | Olga Commandeur                      | € 32.000  |

## Sponsor
Seizoen 1 werd niet gesponsord door een loterij, echter werd de lotto-trekking wel vanaf aflevering 1 gehouden. Vanaf seizoen 2 was de Lotto de sponsor. Op 2 november 2007 gaf de Lotto aan in 2008 te stoppen met de sponsoring van het programma en dit betekende het einde van het programma. In 2011 keerde het programma terug op SBS 6 met wederom de Lotto als sponsor. De wekelijkse Lottotrekking was al die jaren te zien in het programma.
Van 2019 t/m 2022 was Jamai Loman te zien met een prijsuitreiking van de BankGiro Loterij / VriendenLoterij; hij vulde dan bij de prijswinnaar thuis een wensenlijst in en reikt vervolgens een cheque uit. In het voorjaar 2024 werd hij vanwege een drukke agenda vervangen door Irene Moors.  In het najaar van 2024 keerde Jamai weer terug om de prijzen uit te reiken. Ook hij reikt vanaf dat moment meteen de cheque uit. Daarnaast worden sinds 4 september 2021 tijdens het programma de eerste 15 Bingogetallen getrokken en kunnen naast de kandidaten ook de Bingospelers kans maken op de bedragen uit de geldladder. Zij kunnen dus ook kans maken op 1 miljoen euro.